# Aleksandra Wozniak
Aleksandra Wozniak (Montréal, 1987. szeptember 7. –) kanadai hivatásos teniszezőnő, olimpikon.
2005–2018 közötti profi pályafutása legjobb világranglista-helyezését egyéniben 2009 júniusában érte el, amikor huszonegyedik volt, párosban a 136. helyig jutott 2010. június 7-én. Egy WTA-tornagyőzelmet szerzett, amelyet a selejtezőből indulva a 2008-as stanfordi tornán ért el. Emellett 11 alkalommal nyert egyéniben ITF-versenyeken.
Grand Slam-tornákon a legjobb eredménye egyéniben a 2009-es Roland Garroson elért 4. kör, párosban az Australian Open kivételével a 2. körig jutott. Kanada színeiben vett részt a 2012-es londoni olimpia női egyes és női páros versenyein. 2004–2016 között 52 mérkőzésen szerepelt Kanada Fed-kupa-válogatottjában 40–12-es eredménnyel.
Hazájában többször is megválasztották az év legjobb női sportolójának. Lengyel származású, családja 1983-ban vándorolt ki Kanadába. Édesapja hivatásos labdarúgó volt.
2018. december 19-én jelentette be visszavonulását.

## WTA-döntői

### Egyéni

#### Győzelmei (1)
| Összesítés           |                        |
| Grand Slam-torna (0) |                        |
| Tier I (0)           | Premier Mandatory* (0) |
| Tier II (1)          | Premier Five* (0)      |
| Tier III (0)         | Premier* (0)           |
| Tier IV (0)          | International* (0)     |
| Tier V (0)           | Challenger* (0)        |

* 2009-től megváltozott a tornák rendszere. Challenger tornákat 2012-től rendeznek.
 Az egymás mellett azonos színnel jelölt tornatípusok között nincs teljes mértékű megfelelés.
|    | Dátum            | Torna                              | Borítás | Ellenfél a döntőben | Eredmény a döntőben | Eredmény a döntőben |
| 1. | 2008. július 20. | Bank of the West Classic, Stanford | Kemény  | Marion Bartoli      | 7–5, 6–3            |                     |

#### Elveszített döntői (2)
|    | Dátum             | Torna                                            | Borítás    | Ellenfél a döntőben | Eredmény a döntőben |
| 1. | 2007. május 20.   | Grand Prix de SAR La Princesse Lalla Meryem, Fez | Salak      | M. Sequera          | 1–6, 3–6            |
| 2. | 2009. április 12. | MPS Group Championships, Ponte Vedra Beach       | Zöld salak | C. Wozniacki        | 1–6, 2–6            |

## ITF döntői

### Egyéni: 14 (11 győzelem, 3 döntő)
| Díjazás                       |
| ----------------------------- |
| $100,000 torna (2–0)          |
| $75,000 / $80,000 torna (1–0) |
| $50,000 / $60,000 torna (1–0) |
| $25,000 torna (6–3)           |
| $10,000 / $15,000 torna (1–0) |

| Eredmény | No. | Dátum              | Torna                        | Borítás    | Ellenfél                   | Eredmény         |
| -------- | --- | ------------------ | ---------------------------- | ---------- | -------------------------- | ---------------- |
| Győztes  | 1.  | 2002. június 30.   | Lachine, Kanada              | Kemény     | Beier Ko                   | 6–0, 6–3         |
| Győztes  | 2.  | 2005. július 17.   | Hamilton, Kanada             | Salak      | María José Argeri          | 6–1, 6–2         |
| Döntős   | 1.  | 2005. október 2.   | Pelham, Egyesült Államok     | Salak      | Soledad Esperón            | 5–7, 2–6         |
| Győztes  | 3.  | 2005. október 16.  | Victoria, Mexikó             | Kemény     | Olga Blahotová             | 2–6, 6–0, 6–4    |
| Döntős   | 2.  | 2005. október 23.  | Mexikóváros, Mexikó          | Kemény     | María José Argeri          | 4–6, 0–4 feladta |
| Győztes  | 4.  | 2005. november 13. | Toronto, Kanada              | Kemény (f) | Olena Antypina             | 6–4, 6–3         |
| Győztes  | 5.  | 2006. július 23.   | Hamilton, Kanada             | Salak      | Valérie Tétreault          | 6–1, 6–7(5), 6–2 |
| Győztes  | 6.  | 2006. október 1.   | Ashland, Egyesült Államok    | Kemény     | Szávay Ágnes               | 6–1, 7–6(2)      |
| Győztes  | 7.  | 2006. november 12. | Pittsburgh, Egyesült Államok | Kemény (f) | Viktorija Azaranka         | 6–2, feladta     |
| Döntős   | 3.  | 2008. március 23.  | Redding, Egyesült Államok    | Kemény     | Barbora Záhlavová-Strýcová | 6–7(4), 3–6      |
| Győztes  | 8.  | 2011. augusztus 7. | Vancouver, Kanada            | Kemény     | Jamie Hampton              | 6–3, 6–1         |
| Győztes  | 9.  | 2012. március 17.  | Nassau, Bahama-szigetek      | Kemény     | Alizé Cornet               | 6–4, 7–5         |
| Győztes  | 10. | 2017. július 23.   | Gatineau, Kanada             | Kemény     | Ellen Perez                | 7–6(4), 6–4      |
| Győztes  | 11. | 2017. október 1.   | Stillwater, Egyesült Államok | Kemény     | Marie Bouzková             | 7–5, 6–4         |

### Páros: 2 (2 döntő)
| Díjazás                       |
| ----------------------------- |
| $100,000 torna (0–0)          |
| $75,000 / $80,000 torna (0–0) |
| $50,000 / $60,000 torna (0–0) |
| $25,000 torna (0–1)           |
| $10,000 / $15,000 torna (0–1) |

| Eredmény | No. | Dátum            | Torna            | Borítás | Partner         | Ellenfél                              | Eredmény |
| -------- | --- | ---------------- | ---------------- | ------- | --------------- | ------------------------------------- | -------- |
| Döntős   | 1.  | 2002. június 16. | Toronto, Kanada  | Kemény  | Diana Srebrovic | Lauren Cheung Christina Horiatopoulos | 3–6, 1–6 |
| Döntős   | 2.  | 2006. július 23. | Hamilton, Kanada | Salak   | Soledad Esperón | Nicole Kriz Story Tweedie-Yates       | 4–6, 1–6 |

## Eredményei Grand Slam-tornákon

### Egyéniben
| Grand Slam | Australian Open | Australian Open | Roland Garros  | Roland Garros   | Wimbledon     | Wimbledon          | US Open       | US Open            |
| Év         | Eredmény        | Utolsó ellenfél | Eredmény       | Utolsó ellenfél | Eredmény      | Utolsó ellenfél    | Eredmény      | Utolsó ellenfél    |
| 2006       | Selejtező (3)   | Selejtező (3)   | Selejtező (2)  | Selejtező (2)   | Selejtező (1) | Selejtező (1)      | Selejtező (2) | Selejtező (2)      |
| 2007       | 1. kör          | J. Janković     | 1. kör         | A. Harkleroad   | 1. kör        | L. Granville       | 1. kör        | A. M. Garrigues    |
| 2008       | Selejtező (1)   | Selejtező (1)   | 3. kör         | Vera Zvonarjova | 2. kör        | C. Wozniacki       | 1. kör        | Lindsay Davenport  |
| 2009       | 1. kör          | Sabine Lisicki  | 4. kör         | Serena Williams | 1. kör        | F. Schiavone       | 3. kör        | Flavia Pennetta    |
| 2010       | 1. kör          | C. Wozniacki    | 3. kör         | J. Gyementyjeva | 2. kör        | J. Janković        | 1. kör        | Sally Peers        |
| 2011       | –               | –               | 2. kör         | C. Wozniacki    | 1. kör        | B. Z.-Strýcová     | 1. kör        | Christina McHale   |
| 2012       | 2. kör          | M. Kirilenko    | 3. kör         | V. Azaranka     | 2. kör        | Cseng Csie         | 2. kör        | Lucie Šafářová     |
| 2013       | –               | –               | –              | –               | –             | –                  | 2. kör        | Viktorija Azaranka |
| 2014       | Selejtező (Q1)  | Selejtező (Q1)  | 1. kör         | Sorana Cîrstea  | 1. kör        | Dominika Cibulková | 1. kör        | Nara Kurumi        |
| 2015       | –               | –               | –              | –               | –             | –                  | –             | –                  |
| 2016       | Selejtező (Q1)  | Selejtező (Q1)  | 1. kör         | J Putyinceva    | –             | –                  | –             | –                  |
| 2017       | Selejtező (Q1)  | Selejtező (Q1)  | Selejtező (Q1) | Selejtező (Q1)  | –             | –                  | –             | –                  |

## Év végi világranglista-helyezései
| Év     | 2002 | 2003 | 2004 | 2005 | 2006 | 2007 | 2008 | 2009 | 2010 | 2011 | 2012 | 2013 | 2014 | 2015 | 2016  | 2017 | 2018  |
| Egyéni | 569. | 878. | 491. | 190. | 91.  | 130. | 34.  | 35.  | 126. | 105. | 43.  | 280. | 132. | 844. | 299.  | 300. | 1042. |
| Páros  | 843. | –    | –    | 465. | 300. | 419. | 961. | 218. | 207. | –    | 354. | 344. | –    | 925. | 1278. | 668. | –     |